# Керод Станіслав Олегович
Станіслав Олегович Керод (нар. 14 липня 1983) — український військовослужбовець ДПСУ, учасник оборони Маріуполя.

## Життєпис
Народився в сім'ї військових. Свій шлях прикордонника Станіслав почав ще у 2000 році, з 2004 по 2022 проходив службу у місті Маріуполь, після російського повномасштабного вторгнення брав участь в обороні міста від російських окупантів, пізніше потрапив в полон де пробув 200 діб і був звільнений 6 грудня 2022.

## Особисте життя
Одружений з Ольгою Керод.

## Нагороди
- Медаль «За бездоганну службу» ІІІ ступеня[2].
- Орден Данила Галицького[3].